# Cajanus mareebensis
Cajanus mareebensis är en ärtväxtart som först beskrevs av Sally T. Reynolds och Leslie Pedley, och fick sitt nu gällande namn av Laurentius Josephus Gerardus Jos van der Maesen. Cajanus mareebensis ingår i släktet Cajanus och familjen ärtväxter. Inga underarter finns listade i Catalogue of Life.